# Polina Gelman
Polina Vladimirovna Gelman (em russo:  Поли́на Влади́мировна Ге́льман, em ucraniano:  Поли́на Володи́мирівна Ге́льман; 24 de outubro de 1919 – 25 de novembro de 2005) foi uma aviadora soviética durante a Segunda Guerra Mundial, condecorada como Heroína da União Soviética pelo seu serviço na famosa formação militar Bruxas da Noite.

## Honras e prémios
- Heroína da União Soviética
- Ordem de Lenin
- Duas Ordens do Estandarte Vermelho
- Duas Ordens da Guerra Patriótica de 1ª classe
- Duas Ordens da Estrela Vermelha
- Medalha de Mérito de Batalha
- Medalha pela Defesa do Caucaso
- Medalha pela Vitória sob a Alemanha na Grande Guerra Patriótica 1941–1945
- Várias medalhas e condecorações militares